# Yank Rachell
James „Yank“ Rachell (* 16. März 1910 in Brownsville, Tennessee; † 9. April 1997 in Indianapolis, Indiana) war ein amerikanischer Blues-Musiker, der die Mandoline als Blues-Instrument populär machte. Daneben spielte er Gitarre, Mundharmonika und Geige. Er machte Aufnahmen mit Sleepy John Estes und Sonny Boy Williamson.

## Biografie
Yank Rachells erste Begegnung mit der Mandoline ist eine der großen Blues-Legenden. Dem achtjährigen war von seiner Mutter ein Ferkel anvertraut worden, das im Herbst geschlachtet werden sollte. Der Junge tauschte das Ferkel gegen eine Mandoline ein, die er gehört hatte und die er unbedingt haben wollte. Seine erzürnte Mutter soll gesagt haben: „Wenn wir alle im nächsten Herbst Schweinefleisch essen, dann kannst du diese Mandoline essen.“
Rachell brachte sich das Spielen auf der Mandoline selbst bei. Hambone Willie Newborn, der 1929 als erster Rollin' And Tumblin aufnahm, gab ihm den letzten Schliff. Die beiden traten in der Gegend um Brownsville zusammen auf, wo Rachell auch den Gitarristen Sleepy John Estes kennenlernte, der sein langjähriger Partner werden sollte.
Rachell und Estes bildeten mit dem Jug-Spieler Hammie Nixon ein Jugband-Trio, das sich Mitte der 1920er in Memphis (Tennessee) einfand. Hier waren Rachell und Estes später mit dem Pianisten Jab Jones als die Three J's Jug Band eine der erfolgreichen Musikgruppen der Beale Street. Ab 1929 machten sie einige Aufnahmen, von denen vor allem Divin' Duck Blues erfolgreich war.
Mit der Depression kam das Ende der Memphis-Blues-Szene, und Rachell ging zurück nach Brownsville, wo er heiratete und für die Eisenbahn arbeitete. An Wochenenden machte er weiterhin Musik. Bei einer solchen Gelegenheit traf er Sonny Boy Williamson, mit dem er von da an häufig zusammen spielte. 1938 gingen die beiden nach Chicago, um dort Aufnahmen zu machen. Ihre Zusammenarbeit endete erst 1948 mit dem Tod von Williamson.
Rachell zog nach St. Louis, 1958 dann nach Indianapolis. Anfang der 1960er setzte ein Blues-Revival ein, in dessen Sog auch Rachell, Estes und Nixon wieder zusammen auftraten. Kurz vor seinem Tod 1997 nahm Yankell ein letztes Album auf, Too Hot For The Devil (1996), womit die Zeitspanne zwischen seinen ersten und letzten Aufnahmen rekordverdächtige 67 Jahre erreichte.
Yank Rachell hatte einen nicht unbedeutenden Einfluss auf andere Musiker. B. B. King soll ihm gesagt haben: „Leute wie du machten Leute wie mich erst möglich.“ Zu den Songs von Rachell, die später von anderen Musikern aufgegriffen wurden, zählen unter anderem Loudella Blues (ein Hit für Jimmy Rogers) und Gravel Road Woman (aus dem Blind Boy Fuller I Don't Want No Skinny Woman machte). Und der Divin' Duck Blues gilt als Blues-Klassiker erster Güte.

## Bibliografie
- Richard Congress: Blues Mandolin Man: The Life And Music Of Yank Rachell.

## Diskografie
- Yank Rachell (1964)
- Chicago Style
- Mandolin Blues
- Blues Mandolin Man (1986)
- Pig Trader Blues (1995) (mit David Morgan)
- Too Hot For The Devil (1996) (mit Allen Statyner und Pat Webb)
- James „Yank“ Rachell, Volume 1 und 2